# メアゼテンツキ
メアゼテンツキ Fimbristylis velata R, Br. 1810. はカヤツリグサ科の植物の1つ。小柄な1年草で細かく枝分かれした花序に細長い小穂を多数つける。柱頭とその基部に毛が多いのが特徴となっている。

## 特徴
小柄な1年生の草本。花茎は細くて高さ10～20cm。根出状に出る葉は柔らかくて糸状をしており、葉幅は0.5mm、花茎より短い。基部の鞘には毛がある。
花期は7～10月。花序は茎の先端にあって複散房状をしており、分花序は10～13個にもなる。小穂はやや多数になり、個々のものは披針形で長さは4～6mmで茶褐色。小穂の鱗片は狭卵形で長さ約1mm、先端には短い芒がある。痩果は倒卵形で断面はレンズ状、長さ0.7mm、表面は滑らかで茶褐色に熟する。花柱は基部がややふくれており、先端の柱頭は2つに裂けている。また花柱の全体に毛が多く、基部近くの側面にも長い毛があるが、更に基部の回りには痩果の上半部を覆い隠すように下向きに伸びる長い毛が生えている。
和名はアゼテンツキに似て、芒が短くて優しい感じに見えることによる。

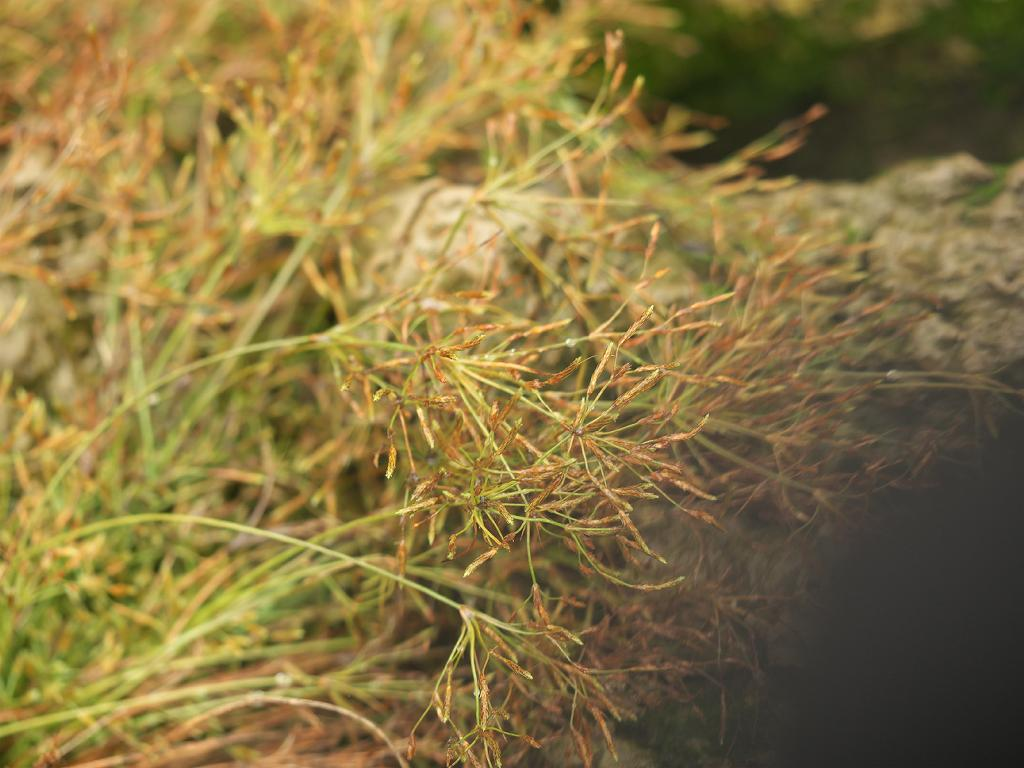
花序の拡大像
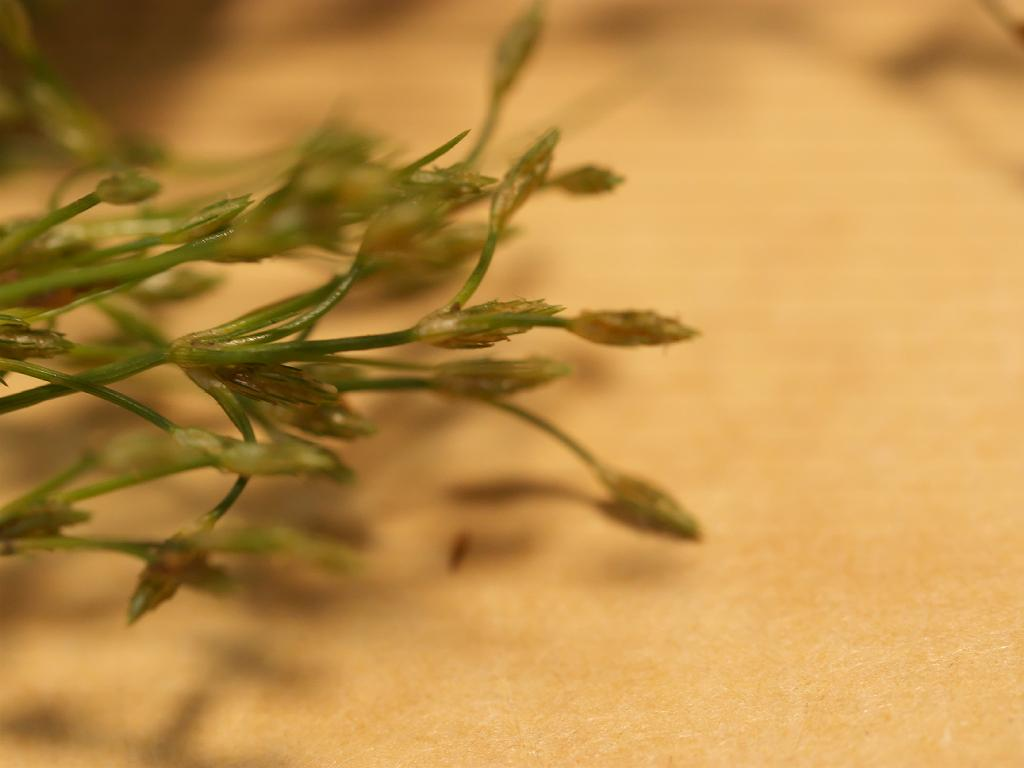
若い小穂
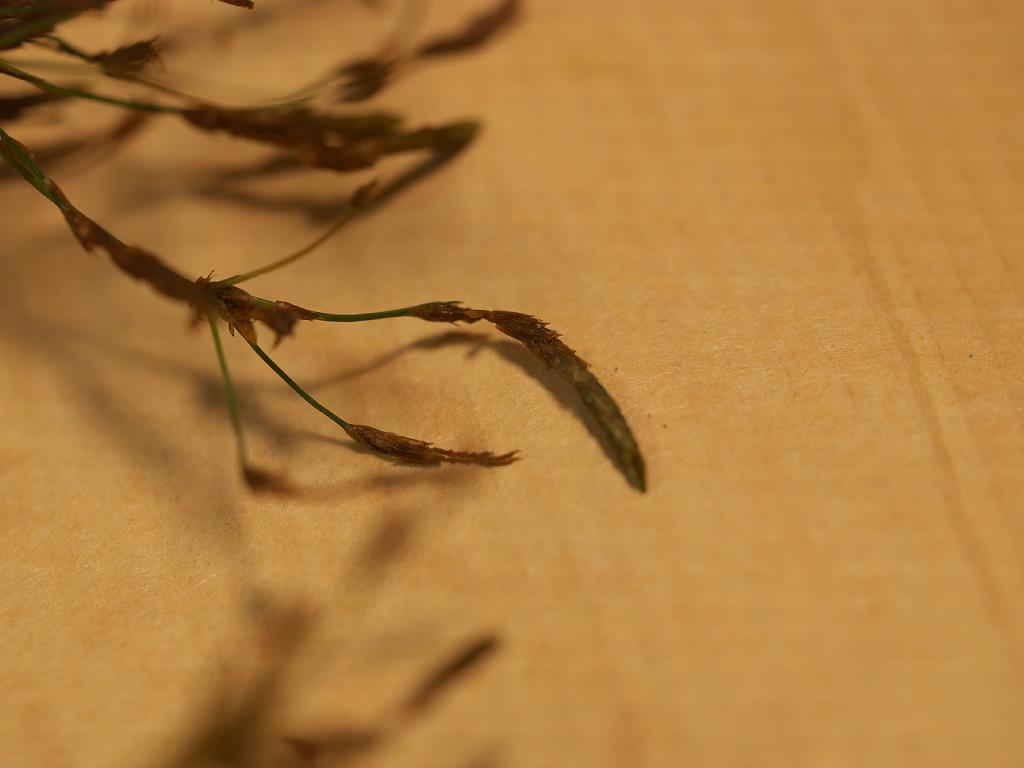
古くなった小穂
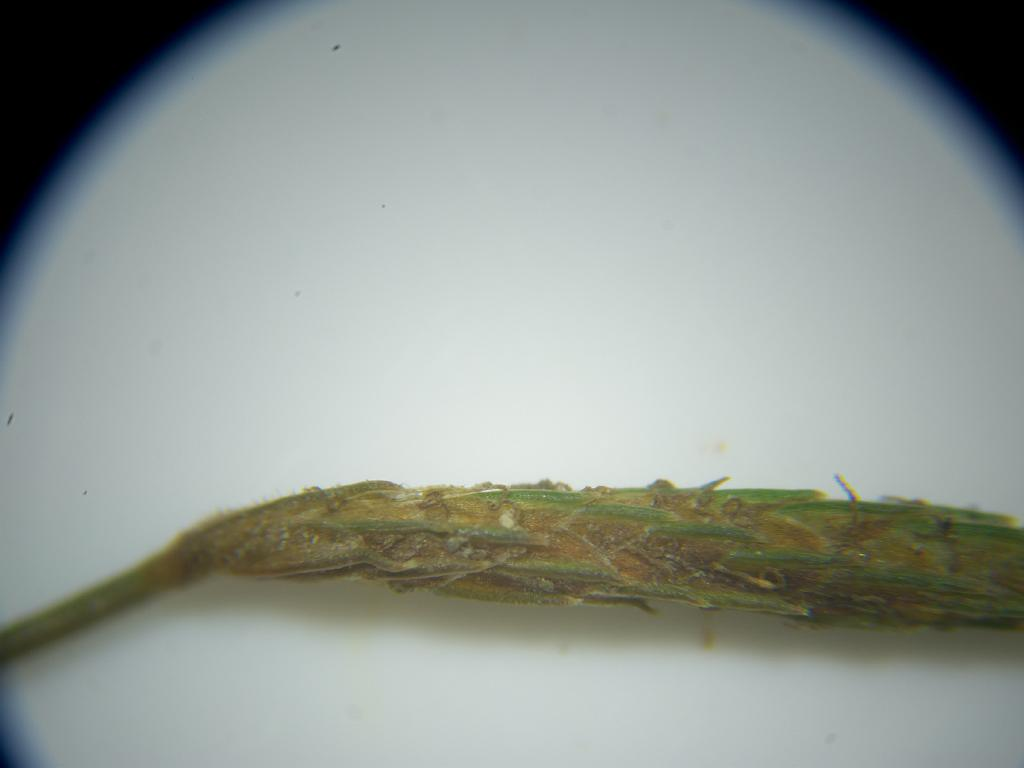
小穂の拡大像
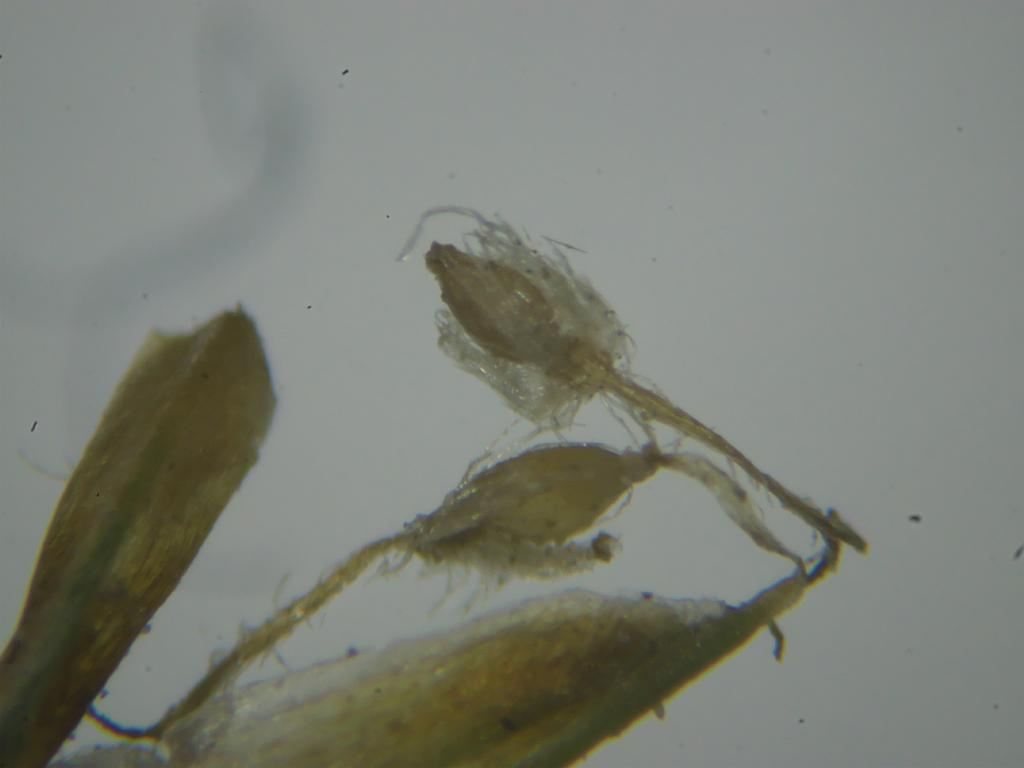
若い痩果と鱗片

## 分布と生育環境
日本では本州から九州に見られ、国外では朝鮮半島、台湾、中国の東北部、ウスリー、インドネシア、オーストラリアにまで分布する。
平地の田の畦や畑などで多く見られる。池が干上がって出来た泥地などにも見られる。いずれにしても一時的な湿地に出現するもののようである。

## 分類など
テンツキ属は世界に約200種、日本には26種ほどが知られる。その中で本種はかなり小柄な方で、1年生で本種より小さいものとしてはアオテンツキ F. dipsacea があるが、これは丸っこい緑の小穂を少数つける。ヒデリコ F. littoralis やクロテンツキ F. diphylloides も1年草の小型種で、これらも丸っこい小穂をつけるので区別は容易である。他にもヒメヒラテンツキ F. autumnalis やオオアゼテンツキ F. bisumbellata、コアゼテンツキ F. aestivalis など1年生の小型のテンツキ類は幾つかあり、外見的には区別に困るが、痩果がやや扁平なレンズ状で花柱が平たくて柱頭が2つに裂けること、それに花柱とその基部に毛が多いことが区別の目安になる。特に花柱の基部から下向きに伸びる長毛はとてもよく目立ち(鱗片を外してルーペで見れば、であるが)、他種と見分ける大事な手がかりになる。
ただしこの点でも本種と似ているのがアゼテンツキ F. squarrosa で、この種は従来は本種と同種で本種がその変種（その際の本種の学名は var. esquarrosa Makino というかなりややっこしい名であった）である、として扱われてきたものである。本種との違いとしては小穂の鱗片が本種では短い芒になっているのに対して、より長い芒があり、それが反り返っていること、花柱の毛が本種では基部の反り返った長い毛と、花柱全域にまばらに長い毛があるのに対してこの種では基部の反り返った毛はあるものの、花柱のそれ以外の部分では先端近くにのみ毛がある点が異なっている。
なお、分子系統の解析によると本種とアゼテンツキはごく近縁ではあるが、アゼテンツキにより近縁なのはコアゼテンツキ F. aestivalis であり、本種はこの2種に対して姉妹群となる、との結果となっている。

## 保護の状況
環境省のレッドデータブックには取り上げられておらず、都県別で東京都と鹿児島県で準絶滅危惧の指定があるのみで、ただし高知県では絶滅したとされている。東京都では水田に見られたものではあるが従来より希少であったものが、水田そのものの減少によって更に少なくなった、としているが、他方で類似種との誤同定によって見逃されている可能性も指摘されている。